# Josefina Velasco
María Josefina Velasco Contardo (Santiago de Chile, 25 de noviembre de 1961) es una actriz chilena de teatro y televisión.

## Biografía
Nació el 25 de noviembre de 1961 en Santiago. Cursó un año de estudios de parvulario en el Instituto Pedagógico de la Universidad de Chile. Posteriormente, se formó en teatro en la Escuela de Arte Dramático de la Pontificia Universidad Católica de Chile (PUC), egresó en 1987. Más adelante, desempeñó labores como profesora ayudante.

## Carrera artística
Josefina Velasco se unió a la compañía Teatro Aparte, donde no solo se destacó como actriz, sino también como coautora de varias creaciones colectivas en el género de comedia.
Entre sus trabajos más relevantes se encuentran obras como De uno a diez, ¿cuánto me quieres?, “Yo, tú y ellos”, “El membrillar es mío”, “Dementes” y “Desatinadas”, que lograron un notable reconocimiento en la escena teatral. Estas producciones, caracterizadas por su humor agudo y sus temáticas contemporáneas, marcaron un hito en la comedia chilena.
En televisión, Velasco comenzó su carrera con un pequeño papel en Bellas y audaces (1988) y, posteriormente, participó de manera ocasional en telenovelas como A todo dar (1998), Hippie (2004), Montecristo (2006) y Martín Rivas (2010). Su versatilidad como actriz le permitió destacarse en distintos roles.
Desde la década de 2010, las telenovelas de horario diurno, como Dama y obrero (2012), La chúcara (2014) y Amanda (2016), le brindaron la oportunidad de mantenerse vigente y seguir creciendo en su carrera, alcanzando un público más amplio y afianzando su presencia en la pantalla chica. En 2022 fue panelista del programa estelar Acoso textual de Canal 13. En 2025, es panelista en Amiga date cuenta de TV+, y de Plan Perfecto de CHV.

## Pensamiento político
Josefina Velasco participó en la campaña política de la candidata a la presidencia Beatriz Sánchez en 2017.

## Premios y nominaciones
| Año  | Premio           | Categoría                                         | Trabajo      | Resultado |
| ---- | ---------------- | ------------------------------------------------- | ------------ | --------- |
| 2018 | Premios Caleuche | Mejor actriz protagónica de series y/o miniseries | Irreversible | Nominado  |